# مارلين ديوك
مارلين ديوك (بالإنجليزية: Marilyn Duke)‏ هي مغنية أمريكية، ولدت في 3 أكتوبر 1916 في جاكسون في الولايات المتحدة، وتوفيت في 7 أغسطس 1995 في مقاطعة كلايتون في الولايات المتحدة.